# Tigridia bicolor
Tigridia bicolor là một loài thực vật có hoa trong họ Diên vĩ. Loài này được Molseed miêu tả khoa học đầu tiên năm 1970.